# Brandenburgisches Zentrum für Medienwissenschaften
Das Brandenburgische Zentrum für Medienwissenschaften (ZeM) wurde 2016 offiziell gegründet und ist eine Vernetzungs-, Forschungs- und Förderinstitution für den Bereich Medienwissenschaften sowie angrenzender Disziplinen mit Sitz in Potsdam, Brandenburg. Es ist ein Kooperationsprojekt der Filmuniversität Babelsberg Konrad Wolf, der Fachhochschule Potsdam, der Universität Potsdam, der Europa-Universität Viadrina, der BTU Cottbus, der Technischen Hochschule Brandenburg, der HNE Eberswalde sowie der Technischen Hochschule Wildau.

## Geschichte
Das ZeM hat zum Oktober 2014 seine Arbeit aufgenommen und wurde zwei Jahre später offiziell gegründet. Der Grundüngszeitpunkt geht auf die Unterzeichnung der Satzung durch die Präsidenten und Präsidentinnen der kooperierenden Hochschulen in Potsdam zurück. Gespräche über die Einrichtung eines medienwissenschaftlichen Instituts in Brandenburg gab es bereits 2013, nachdem der „Hochschulentwicklungsplan des Landes Brandenburg bis 2025“ vorgestellt wurde. Erklärtes Ziel dieses Plans ist es, ein zukunftsfähiges Profil für brandenburgische Hochschulen zu sichern, beispielsweise in Form einer „Vernetzung zwischen den Hochschulen und zwischen der außenuniversitären Forschung und den Hochschulen in Brandenburg“. Als Hauptaufgaben des Brandenburgischen Zentrums für Medienwissenschaften wurden in Anlehnung hieran die Forschungsförderung, die innerakademische Vernetzung zwischen Universitäten, Fachhochschulen und Kunsthochschulen sowie die Sichtbarmachung medienwissenschaftlicher Forschung definiert. In der Satzung heißt es, dass er der Anspruch des ZeMs sein soll, „die verschiedenen an den beteiligten Hochschulen vorhandenen Fachkompetenzen im Fachgebiet Medienwissenschaft und angrenzenden Bereichen zu bündeln und Aktivitäten miteinander zu vernetzen.“ Von 2014 bis 2016 war Michael Wedel Sprecher des Zentrums. Seit 2016 ist Marie-Luise Angerer geschäftsführende Direktorin des ZeM.
Seit dessen Gründung fördert das ZeM in erster Linie Veranstaltungen und Kooperationen. Das ZeM veranstaltet außerdem eigene Formate wie die jährlich stattfindende ZeM-Spring Lecture. Dies ist ein Vortragsformat, zu dem Wissenschaftlerinnen und Wissenschaftler für einen Vortrag zu aktuellen Debatten in den Medienwissenschaften an die Kooperationshochschulen des ZeM eingeladen werden. 2018 hielt Katherine Hayles an der Universität Potsdam einen Vortrag mit dem Titel „Are Sensing Technologies Cognitive? Making the Case“. Im Mai 2019 fand die Spring Lecture an der Europa-Universität Viadrina unter dem Titel „Gesture Aesthetics: Exploring Movement in Conversation, Film and Digital Arts“ statt. 2021 wurde Paul Frosh mit einem Vortrag zu „Sensuous Interfaces, Touching Images: The Ethics of Attention in Digital Media“ eingeladen.
Bis 2017 war das ZeM in dem ehemaligen Gebäude der Fachhochschule Potsdam beheimatet. Seitdem befinden sich die Räumlichkeiten des Zentrums in der Potsdamer Innenstadt, in der Hermann-Elflein-Str. 18.

## Forschung
Die inhaltlichen Forschungsschwerpunkte des ZeM verteilen sich auf vier permanente Programmbereiche: Medienästhetik und künstlerische Praxis, Mediengeschichte und Erinnerungskultur, Digitalizität und Materialität der Medien, Mediennarration und Mediengebrauch.
Das ZeM versteht sich als Unterstützerin von Nachwuchswissenschaftlern und Nachwuchswissenschaftlerinnen und vergibt in unregelmäßigen Abständen Promotionsstipendien, Post-Promotionsstipendien sowie Stipendien für Gastwissenschaftler und Gastwissenschaftlerinnen. Außerdem beherbergt und veranstaltet es regelmäßig (medienwissenschaftliche) Kolloquien. Zur Förderung und Vernetzung der Forschung auf dem Gebiet der Medienwissenschaften unterstützt das ZeM dessen Mitglieder, Organisationen und Institutionen bei der Antragstellung von Drittmittelvorhaben und ist Trägerin von Forschungsverbundprojekten. So ist beispielsweise das Forschungskolleg „SENSING – Zum Wissen sensibler Medien“ seit Oktober 2018 am ZeM beheimatet. Unter dem Titel „Digitale Realitäten“ hat das ZeM im Dezember 2021 außerdem einen eigenen Jahresschwerpunkt entwickelt.

### Kooperationen
Am ZeM bündeln sich diverse, teils internationale Forschungskooperationen in den Medienwissenschaften mit interdisziplinärer Ausrichtung. Neben den Brandenburger Hochschulen unterhält das ZeM Kooperationsbeziehungen zur University of Cincinnati, dem Alexander von Humboldt Institut für Internet und Gesellschaft und der LMU München. Weiterhin arbeitet das ZeM mit Kultureinrichtungen wie dem Filmmuseum Potsdam oder der Medienanstalt Berlin-Brandenburg (mabb) zusammen. Neben akademischen Veranstaltungen organisiert das ZeM auch Filmabende, Workshops und Vorträge. Im Bereich des Wissenstransfers ist das ZeM beispielsweise an dem Potsdamer Filmfestival moving history beteiligt.

## Publikationen
Seit 2019 gibt das ZeM eine eigene Schriftenreihen im Kulturverlag Kadmos heraus. In den Kategorien Monografien, Editionen, Sammelband und Zwiegespräche veröffentlichen Mitglieder, Stipendiatinnen und Stipendiaten des ZeM ihre Forschung. Erschienen sind bisher die Sammelbände Feministisches Spekulieren, Versatile Camcorders und Nach der ikonischen Wende sowie die Monografie Erinnerung und Imagination im Spielfilm von Maike Sarah Reinerth. Aus der Reihe Editionen sind bisher Die zu Boden gestürzte Maschine. Maschinentexte aus Sanssouci, Bd. I und Die Tiere sind mehr als Maschinen. Maschinentexte aus Sanssouci, Bd. II sowie Algorithmen & Zeichen. Beiträge von Frieder Nake zur Gegenwart des Computers veröffentlicht worden. In der Rubrik Zwiegespräche ist bisher Was der Fall ist.. Prekäre Choreografien von Winfried Gerling und Fabian Göppelsröder erschienen.